# Evangelische Kirche Elbrinxen

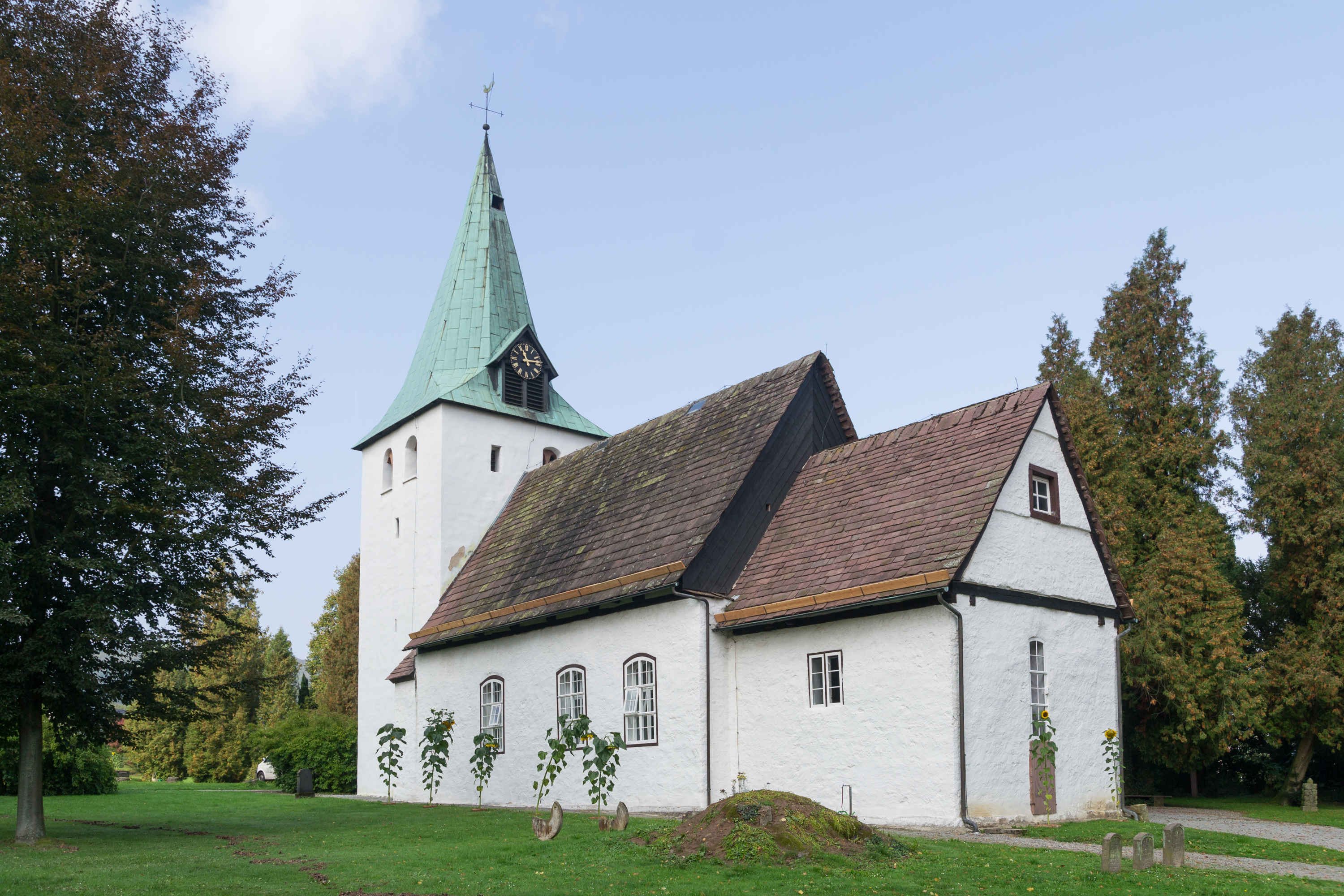
Kirche von Südosten

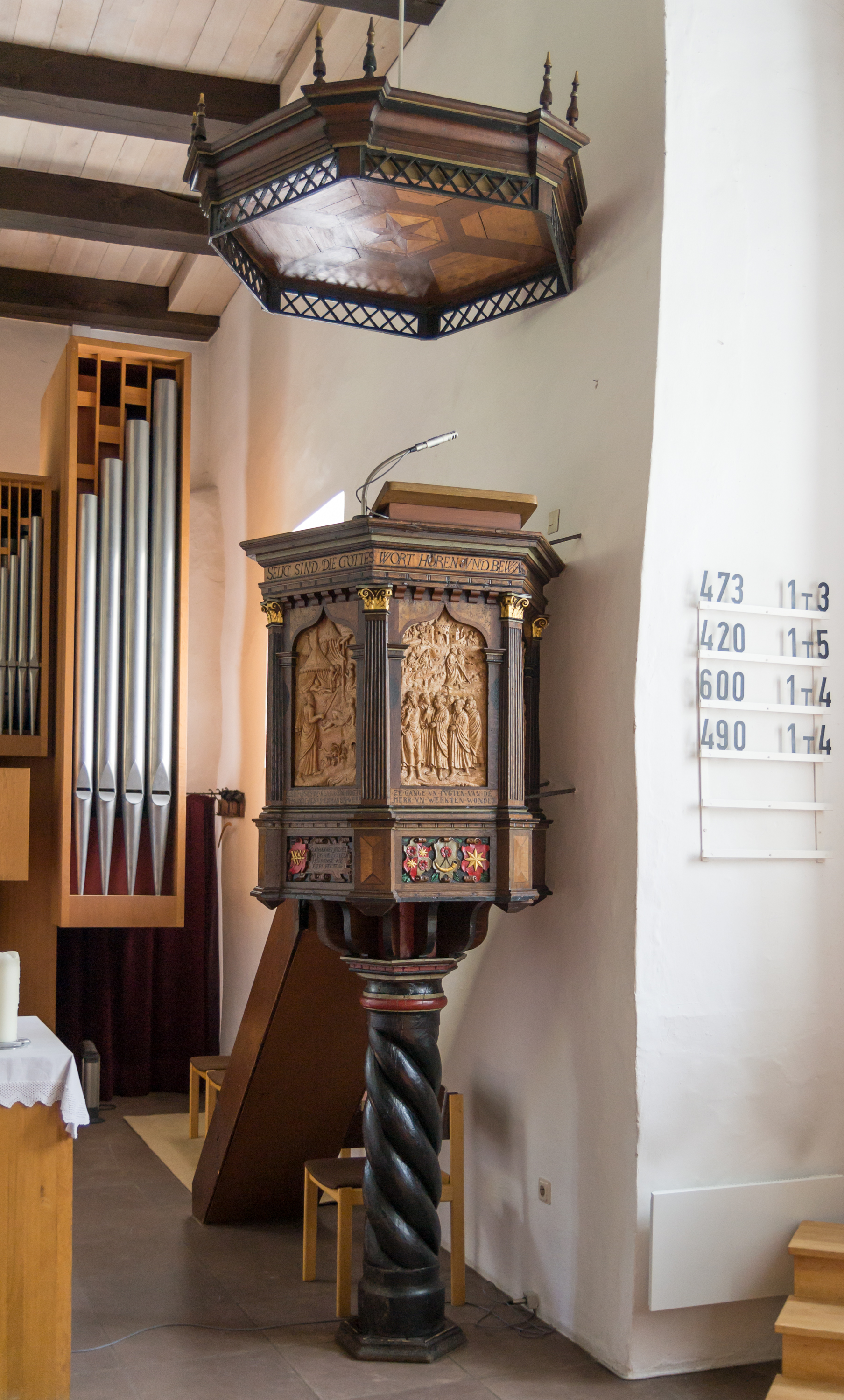
Kanzel von Hans Rödingk

Die evangelische Pfarrkirche ist ein denkmalgeschütztes Kirchengebäude in Elbrinxen, einem Ortsteil der Stadt Lügde im Kreis Lippe in Nordrhein-Westfalen.

## Geschichte und Ausstattung
Der Kernbau ist eine Saalkirche mit eingezogenem Rechteckchor aus der zweiten Hälfte des 12. Jahrhunderts. Der Westturm stammt ebenfalls aus dieser Zeit. Die Kirche gilt damit nach St. Kilian als ältester Kirchenbau in Lügde. Erste urkundliche Erwähnung fand er im Jahr 1439, als die Brüder Cord und Ludolff von Elmerinckhusen ihr Dorf samt Kirchlehen an die Familie von Haxthausen übertrugen. Der Turmhelm wurde 1620 erneuert. Aus dieser Zeit stammt auch die historisch bedeutende Empore im Renaissance-Stil.
An der äußeren Ostmauer der Kirche befindet sich die Grabplatte von Valentin Heuckenrodt, der von 1640 bis 1647 als Pastor in Elbrinxen tätig war.

### Kanzel
Die Holzkanzel im Renaissance-Stil wurde 1562 im Auftrag des Hornschen Pastors Johannes Wilhelmi von Hans Rodingk (oder Rödingk) aus Horn gefertigt. Ihr ursprünglicher Standort war die Burgkapelle. Nach deren Abbruch im Jahr 1699 kam die Kanzel nach Elbrinxen. Die Namen von Rodingk und Wilhelmi sind eingeschnitzt:
„Durch die gödliche Hülfe Beistand und Kraft hatt mich M Hans Rodingk gemeacht Anno DMI 1562“
„D. Johannes Wilhelm Pastor Ecclesiä Hornensis me fecit“ („Herr Johannes Wilhelmi, Pastor an der Kirche zu Horn, hat mich machen lassen“)
Weiterhin befinden sich an der Kanzel eine Reihe von Wappen: Das der Familie Wilhelmi, das Wappen der Stadt Horn, die lippische Rose, den Schwalenberger Stern, das lippische Wappen und eine Groteske mit Eselskopf, zwei Menschenköpfen und Ornamenten. Am oberen Rand sind die Bibelsprüche „Selig sind die Gottes Wort hören und bewaren Luce XI“ sowie „Wer an Gottes Son glaubet der hath das ewige Leben Johann Am III“ eingeschnitzt. Zentrales Element sind die sechs großen Schnitzbilder:
- Vorne links ist Moses mit der ehernen Schlange dargestellt. Darunter befindet sich die Inschrift „Alse Moses des Slangten hogte so mosde Jesus erhaven wern“. (Joh 3,14 EU)
- Das vordere Bild zeigt die Jünger Jesus’, darunter der Spruch „Ze gange und tügten van de Herr und werkten Wonder“ (Mk 16,20 EU)
- Rechts davon sind Johannes der Täufer mit dem Lamm und der gekreuzigte Jesus zu sehen. Die Inschrift lautet „Das ist das Lam Goddes... Der Werlt Sünde dregt Johannis am 1.“ (Joh 1,29 EU)
- Der Prophet Jesaja wird mit aufgeschlagener Bibel dargestellt, der Spruch dazu lautet „Vorwahr he drog us Sikheit und lut up sik us Smärte“. (Jesaja 53,4 EU)
- Unter dem Bild von König David mit Harfe und darüber Gott in den Wolken steht der Spruch „Herr do up min Lippen so wert min Mund din Lof spreke“. (Psalm 51,17 EU)
- Das letzte Bild zeigt Paulus mit Bibel und Schwert, die Inschrift dazu ist nicht mehr zu entziffern.

### Orgel
In der Kirche gibt es mindestens seit 1751 eine Orgel, diese musste bereits 1771 überholt werden. Ab 1890 erhielt die Kirche ein neues Instrument mit elf Registern und zwei Manualen, Erbauer war die Firma Klaßmeier aus Lemgo. Die heutige Orgel wurde 1969 von der Vlothoer Firma Steinmann errichtet. Sie verfügt über eine mechanische Schleiflade, zwei Manuale (C–f3) und Pedal (C–f1) mit 14 Registern.

### Glocken
Ältere Aufzeichnungen erwähnen in der Kirche nur eine Glocke. Gesichert ist die Existenz von zwei Glocken erst im späten 19./frühen 20. Jahrhundert. Im Ersten Weltkrieg musste die Kirche ihre zwei Bronzeglocken zum Einschmelzen abgeben. Als Ersatz gab es 1922 eine Stahlglocke der Firma Ulrich & Weule. Diese trägt die Inschrift
Wir rufen Euch nach Weltkriegsnot im Leben und Tod aus argem Weltgetümmel empor zum Himmel
Die zweite Glocke konnte erst 1949 ersetzt werden. Sie stammt vom Bochumer Verein und trägt keine Inschrift. Weiterhin befinden sich im Turm zwei kleinere Stundenglocken, eine bronzene und eine eiserne. Das Alter dieser Glocken ist unbekannt. Erst im Jahr 1955 wurde das Geläut elektrifiziert.

## Kirchenfriedhof

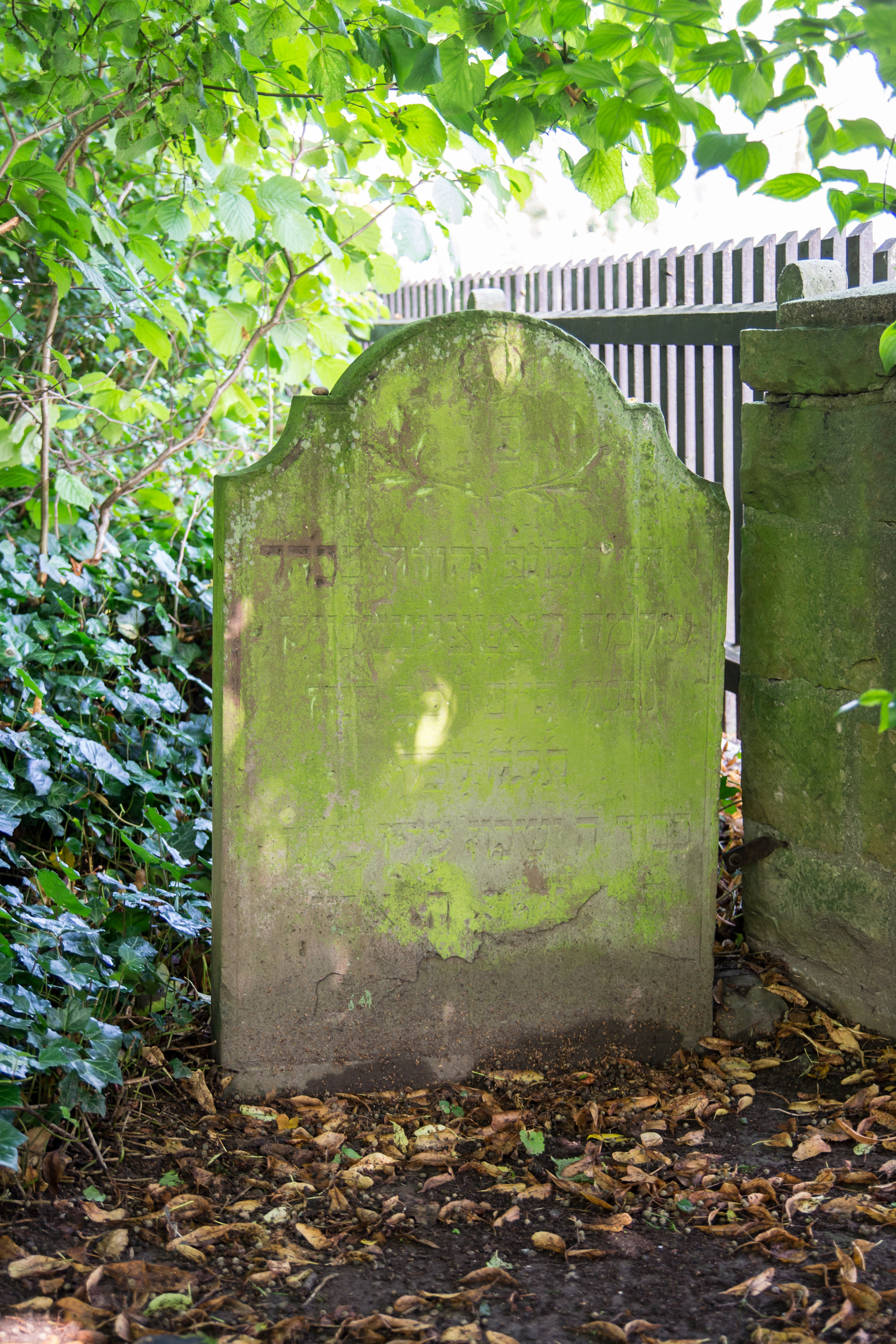
Mazewa Jonathan Katzenstein

Spätestens seit dem Bau des Kirchengebäudes, möglicherweise aber auch schon zuvor, wurde der Platz um die Kirche als Friedhof genutzt und musste mehrfach erweitert werden. Nordöstlich der Kirche befindet sich der ehemalige Jüdische Friedhof Elbrinxen. Als Besonderheit befindet sich am östlichen Rand ein Grabstein des jüdischen Händlers Jonathan Katzenstein, der 1848 verstarb. Der Stein enthält auf der Vorderseite eine hebräische, auf der Rückseite eine deutsche Inschrift. Der Grabstein wurde mehrfach umgesetzt und ist als Einzeldenkmal in der Liste der Baudenkmäler in Lügde eingetragen.
Außerdem steht nahe der Kirche das Naturdenkmal Wittekind-Linde, die möglicherweise älteste Linde Deutschlands.